# Calbiga
Calbiga ist eine philippinische Stadtgemeinde in der Provinz Samar. Sie hat 22.982 Einwohner (Zensus 1. August 2015).

## Baranggays
Calbiga ist politisch in 41 Baranggays unterteilt.
| - Antol - Bacyaran - Beri - Barobaybay - Binanggaran - Borong - Bulao - Buluan - Caamlongan - Calayaan - Calingonan - Canbagtic - Canticum - Daligan | - Guinbanga - Hubasan - Literon - Lubang - Mahangcao - Macaalan - Malabal - Minata - Otoc - Panayuran - Pasigay - Patong - Barangay 1 (Pob.) - Barangay 2 (Pob.) | - Barangay 3 (Pob.) - Barangay 4 (Pob.) - Barangay 5 (Pob.) - Barangay 6 (Pob.) - Barangay 7 (Pob.) - Polangi - Rawis - San Ignacio - San Mauricio - Sinalangtan - Timbangan - Tinago - Hindang |